# 何廷相
何廷相（1580年—？），字調元、又字辅之，别號旭岩，廣西平樂府富川縣民籍，明朝政治人物。

## 生平
万历二十五年（1597）丁酉科廣西鄉試第七名，萬曆三十五年（1607年）登丁未科进士，初授户部主事，累升员外、郎中。四十年十月，由户部郎中升为浙江温州府知府。左迁两淮盐运同知，与兩淮鹽法道按察使袁世振互相攻讦，被總督漕運戶部右侍郎王紀弹劾，双双免官。
天启五年十一月，其弟御史何廷枢代为控陈，官复原职。改长芦盐运同知兼管保定府同知，天啓七年升廣東韶州府知府，改河南衛輝府。丁外艱去職，服闋，補湖廣衡州府，升两淮盐运使。

## 家族
曾祖何永祚。祖父何朝僅，壽官。父何詔。母毛氏。具庆下。弟廷機、廷枢。